# K.G.F: CHAPTER 1
『K.G.F: CHAPTER 1』（ケージーエフ: チャプター1、K.G.F: Chapter 1）は、2018年のインドのカンナダ語歴史アクション映画。プラシャーント・ニールが監督を務め、ヤシュ、ラーマチャンドラ・ラージュ、シュリーニディ・シェッティ、ヴァシシュタ・N・シンハ、アルチャナ・ジョーイス、アナント・ナーグ、マラヴィカ・アヴィナーシュが出演している。『K.G.Fシリーズ』の第一作目であり、巨大金鉱を支配する犯罪組織の内部抗争を舞台に、極貧から成り上がったギャングが犯罪組織の覇権をかけて、首領の息子の暗殺を図る物語である。
2015年にプラシャーント・ニールが脚本を完成させ、2017年1月から撮影が開始された。撮影はコーラール、マイスール、北カルナータカで行われ、2018年8月に終了した。製作費は公開時点でカンナダ語映画史上最高額となる8億ルピーが投じられ、撮影監督にはブヴァン・ガウダ、編集技師にはシュリカーント・ガウダ、音楽監督にはラヴィ・バスルールが起用された。
2018年12月21日にカンナダ語版が公開され、翌22日からはテルグ語版・タミル語版・マラヤーラム語版・ヒンディー語版も公開された。映画は批評家から高い評価を受け、興行収入は25億ルピーを記録し、カンナダ語映画史上最高額の興行成績となった。また、第66回国家映画賞では特殊効果賞、アクション監督賞を受賞している。

## ストーリー
ジャーナリストのアナンド・インガラギは、コーラーラ金鉱に君臨したギャングについて記した書籍『エル・ドラド』を出版するが、インド政府によって発禁処分を受けてしまう。時が流れた2018年、テレビ局が情報を聞きつけ、レポーターのディーパ・ヘグデがアナンドに取材を申し込む。取材に応じたアナンドは、コーラーラ金鉱の歴史と、金鉱を支配したギャング「ロッキー」について語り始める。
1951年。マイソール州南部で金鉱石が発見され、同じ日にロッキーが生まれる。金鉱石発見の場に居合わせたギャング・政治家のスーリヤワルダンは巨大金鉱の存在を察知して発見者たちを殺害して金鉱の権利を手に入れ、「石灰石採掘」を隠れ蓑にして金を採掘して莫大な富を得ると同時に、金鉱（KGF）を守るための巨大犯罪組織を作り上げた。犯罪組織はスーリヤワルダンを首領とし、金の加工を担当するカマル、ボンベイへの金の輸送を担当するラジェンドラ・デサイ、西海岸からの輸送を担当するアンドリュース、スーリヤワルダンの政治の師で政界工作を担当するグルパンディヤン、スーリヤワルダンの弟でKGFの武装兵を指揮するアディーラが最高幹部として盤石の体制を維持していた。一方、飲んだくれの父クリシュナッパ・バイリヤに顧みられることのなかったロッキーは母シャンタマに育てられるが、10歳の時に母と死別する。極貧の中で死んだ母の「死ぬ時は支配者であれ。富を手にして死ね」という言葉を胸に秘めたロッキーはボンベイに移住し、アンドリュースの配下でボンベイ裏社会を任されていたシェッティの部下となる。
1980年代。スーリヤワルダンが病気となり、長男ガルダを後継者に指名したことで混乱が生じ、ガルダの暗殺を謀ったアディーラが失敗し、逆にガルダに暗殺されてしまう。それをきっかけに最高幹部たちがKGFの乗っ取りを企み、組織は内部抗争を始める。同じころ、ロッキーはシェッティの組織の幹部として「アフリカ産」に偽装されたKGFの金塊取引を担当するようになり、実力と人望を手に入れたことでシェッティの地位を脅かすまでに勢力を拡大していた。ある日、ロッキーはドバイのギャングであるイナヤト・カリールのボンベイ進出を阻止したことでアンドリュースの目に留まり、ボンベイの支配権を報酬にガルダ暗殺を命じられる。任務を引き受けたロッキーはバンガロールに向かい、そこでデサイの娘リナと出会い恋に落ちるが、そのために彼女の婚約者カマルと対立する。ロッキーはデサイ、アンドリュース、カマル、そしてアンドリュースの秘書ダヤの協力を得てDYSS党本部のイベントに潜入してガルダを暗殺しようとするが、ガルダに察知され失敗する。
ロッキーはガルダ暗殺を成功させるためKGFへの潜入を計画し、警備兵たちを殺してKGFに潜入する。KGFでは周辺地域の住民を拉致して奴隷として金の採掘をさせていた。ロッキーも奴隷として強制労働に従事しつつ内部の情報を探っていたが、警備兵たちが奴隷の母子を射殺する現場を目撃して心を動かされる。その後、潜入者の存在を察知したガルダは奴隷たちを脅して潜入者を探し出そうとするが、奴隷の一人が身代わりとなって殺されたことでロッキーは難を逃れるが、アンドリュースたちは「ロッキーが殺された」と誤解してしまう。ロッキーは盲目の老人が警備兵たちに殺されそうになっていたところに駆け付け、警備兵たちを殺して老人を救い出し、それをきっかけに奴隷たちはロッキーを救世主と崇めるようになる。彼はガルダの弟ヴィラトと情報提供者クルカルニーに警備兵たちの遺体を燃やすように指示し、自分の生存をアンドリュースたちに知らせる。騒ぎを聞きつけたガルダが現場に向かおうとするが、ロッキーの存在を隠そうとするヴィラトは父スーリヤワルダンを殺害し、父の死を聞いたガルダは屋敷に戻ってくる。父の死やKGFの混乱に動揺したガルダはカーリー・マーの儀式を前倒しで執り行うことを決め、同時に最高幹部たちの粛清を決意する。儀式の日。ロッキーはトンネルを通って儀式の場に潜入する。ガルダはカーリー・マーに捧げるため3人の奴隷の首を切り落とすが、同じころにKGF警備責任者のワナラムは屋敷の牢で生贄の奴隷が死んでいるのを発見する。奴隷に変装してガルダの側に近付いたロッキーは彼を殺害し、儀式の場に居合わせた奴隷たちはロッキーを自分たちの指導者として受け入れる。物語は現代に戻り、アナンドは意図的にガルダを暗殺する姿を奴隷たちに見せつけ、それによって彼らの忠誠心を獲得してKGFを掌握することに利用したと結論付け、同時に「これは始まりに過ぎない」と付け加える。

## キャスト
※括弧内は日本語吹替
- ラジャ・クリシュナッパ・バイリヤ（ロッキー） - ヤシュ[12]（山本兼平[13]）
  - 幼少期のロッキー - アンモル・ヴィジャイ[14]
- ガルダ - ラーマチャンドラ・ラージュ
- リナ・デサイ - シュリーニディ・シェッティ（今井麻夏[13]）
- カマル - ヴァシシュタ・N・シンハ
- グルパンディヤン - アチユト・クマール
- シャンタマ - アルチャナ・ジョーイス（英語版）[15]
- アナンド・インガラギ - アナント・ナーグ（佐々健太[13]）
  - 青年期のアナンド・インガラギ - アショーク・シャルマー
- スーリヤワルダン - ラメーシュ・インディラ
- ヴィラト - ヴィナイ・ビッダッパ
- ラジェンドラ・デサイ - ラッキ・ラクシュマン
- アンドリュース - B・S・アヴィナーシュ
- ダヤ - ターラク・ポンナッパ
- シェッティ - ディネーシュ・マンガルール
- カシム - ハリーシュ・ライ
- イナヤト・カリール - バーラクリシュナ[16]
- シュリーニヴァース - T・S・ナーガーバラナ（英語版）
- ディーパ・ヘグデ - マラヴィカ・アヴィナーシュ（英語版）
- お茶汲み - ゴーヴィンデー・ガウダ
- ナーガラージュ - モーハン・ジュネージャ
- ワナラム - アイヤッパ・P・シャルマー
- ジョン - ジョン・コッケン（英語版）
- ルッガ - プニート・ルドラナーグ
- クルカルニー - ニーナサン・アシュワート
- ヴィッタル - B・スレーシャ
- シャーム - ヤシュ・シェッティ
- 盲目の老人 - クリシュノジ・ラーオ
- ミルキー - タマンナー・バティア（アイテム・ナンバー）
- ルーシー - モウニー・ロイ（アイテム・ナンバー）

## 製作

### プリプロダクション

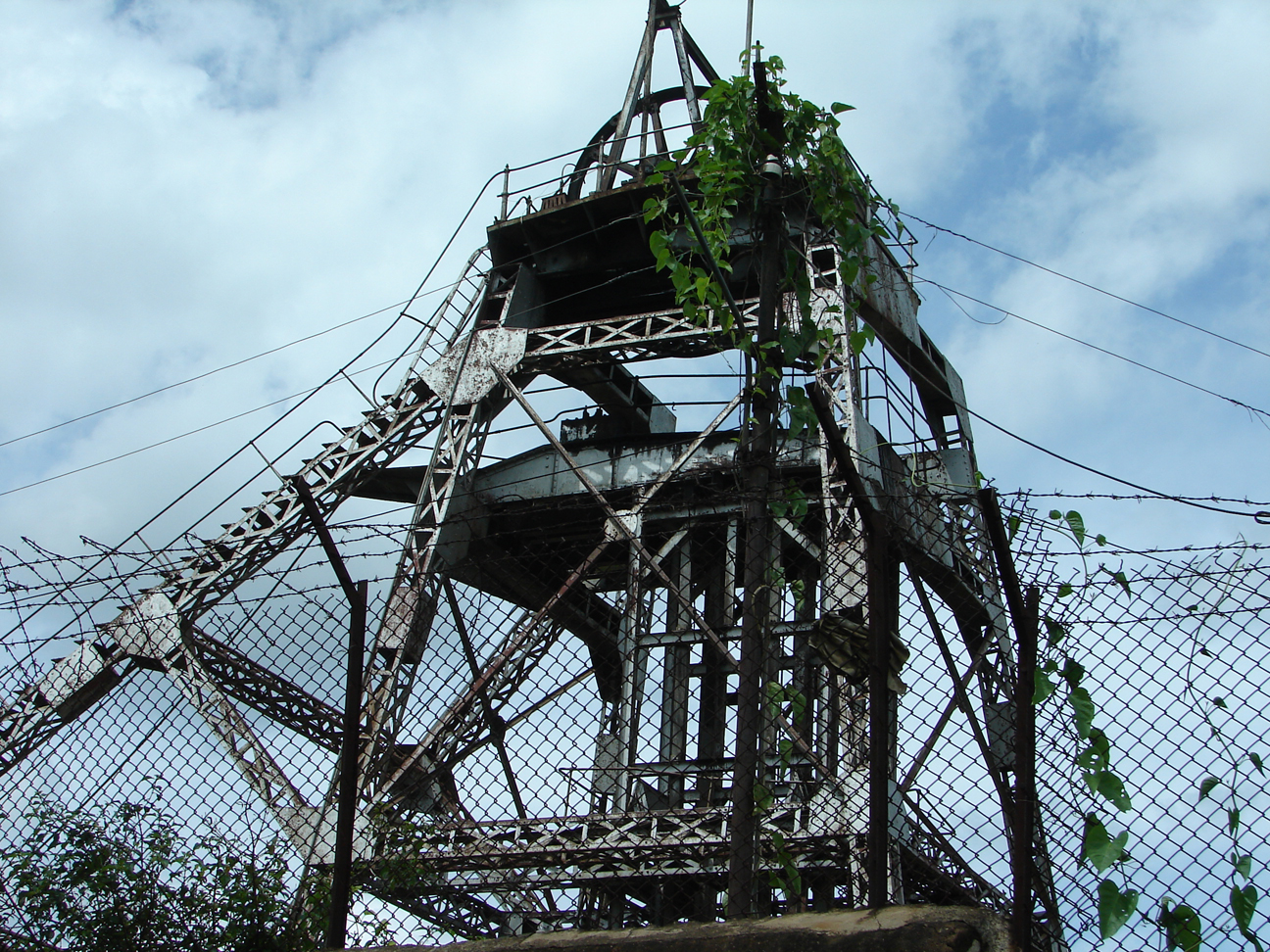
コーラーラ金鉱

2015年3月、『Mr. and Mrs. Ramachari』の成功後、同作で主演を務めたヤシュはプラシャーント・ニールの企画を含めた4本の映画企画の出演契約を結んだ。このうち、プラシャーント・ニールの『K.G.F』は1970年代を舞台に裏社会で成り上がっていく主人公を描く作品で、カンナダ語映画の歴史上最も高額な製作費が投じられた作品の一つに位置付けられていた。『K.G.F』にはヴィジャイ・キラガンドゥールのホンバーレ・フィルムズが資金を提供しており、製作チームのカールティク・ガウダは企画について「『K.G.F』は1970年代を舞台にした作品で、プリプロダクションには1年半の歳月を要しました。というのも、製作チームはマッチ箱や電話、人々が着ている衣服など、細かな部分まで完璧に時代を再現しようと考えたからです」と語っている。また、プラシャーント・ニールは撮影開始時期を2016年5月以降になると語っている。主要スタッフとして、プラシャーント・ニールの監督デビュー作『Ugramm』に参加したラヴィ・バスルールが音楽監督、ブヴァン・ガウダが撮影監督に起用された。
プラシャーント・ニールはザ・タイムズ・オブ・インディアの取材を受けた際、『K.G.F』を二部作で製作する理由について非線形のストーリー展開になることを挙げており、さらに「プロジェクトのスケールが大規模で、一部、二部の両方とも導入とインターバル、結末が存在していたため、二部作にすることが合理的だった」と語っている。また、多言語対応での公開とした理由については「ユニークなアイディアが映画の根底にあり、普遍的なテーマを題材にしているため」と語っており、「テルグ語映画やタミル語映画に引けを取らないスケールのカンナダ語映画を作ること」を掲げており、「主演としてタミル俳優のスーリヤの起用を計画していたが頓挫した」という噂については明確に否定している。2020年12月、第二作の撮影中だったプラシャーント・ニールは第三作製作の噂を否定し、「『K.G.F』は第二作で完結する予定だ」と明言している。

### 企画

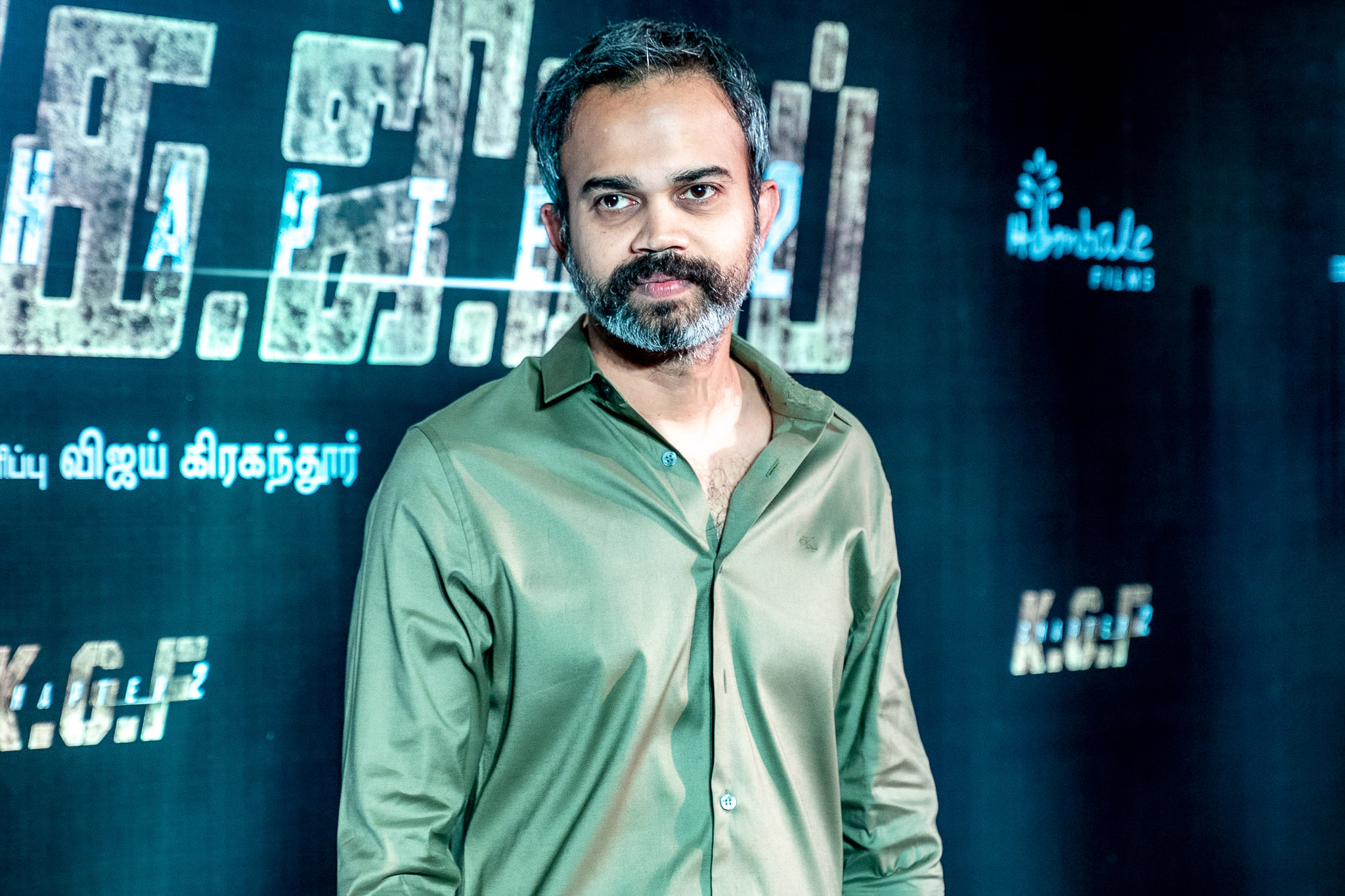
プラシャーント・ニール

主要キャストの多くは新人俳優であり、物語のテーマや舞台設定から荒々しい外見の俳優が起用された。1970年代に生きる狡猾で洗練された主人公ロッキー役に起用されたヤシュは、役作りのために髭と髪を伸ばしている。ヒロイン役にはベンガルールで活動するモデルで、ミス・スプラナショナル2016の優勝者であるシュリーニディ・シェッティが起用された。2017年8月にはヴァシシュタ・N・シンハが「重要な役柄」で出演することが報じられ、この他にラムヤ・クリシュナとナーサルの出演も報じられたが、実際には2人は映画に出演しなかった。
2016年7月から北カルナータカで15日間の撮影が始まったが、ヤシュは『Santhu Straight Forward』の撮影と重なっていたため参加していない。同地では35-40日間かけて作られた巨大な撮影セットでの撮影が行われた。当初の予定では2016年初頭に撮影を開始することになっていたが、カラサ＝バンドゥリ問題の影響で撮影が延期されていた。また、ヤシュが同年12月に控えたラーディカー・パンディットとの結婚式の準備を進めるため撮影への参加が困難になったことも重なり、スケジュールの大幅な変更を余儀なくされた。

### 撮影

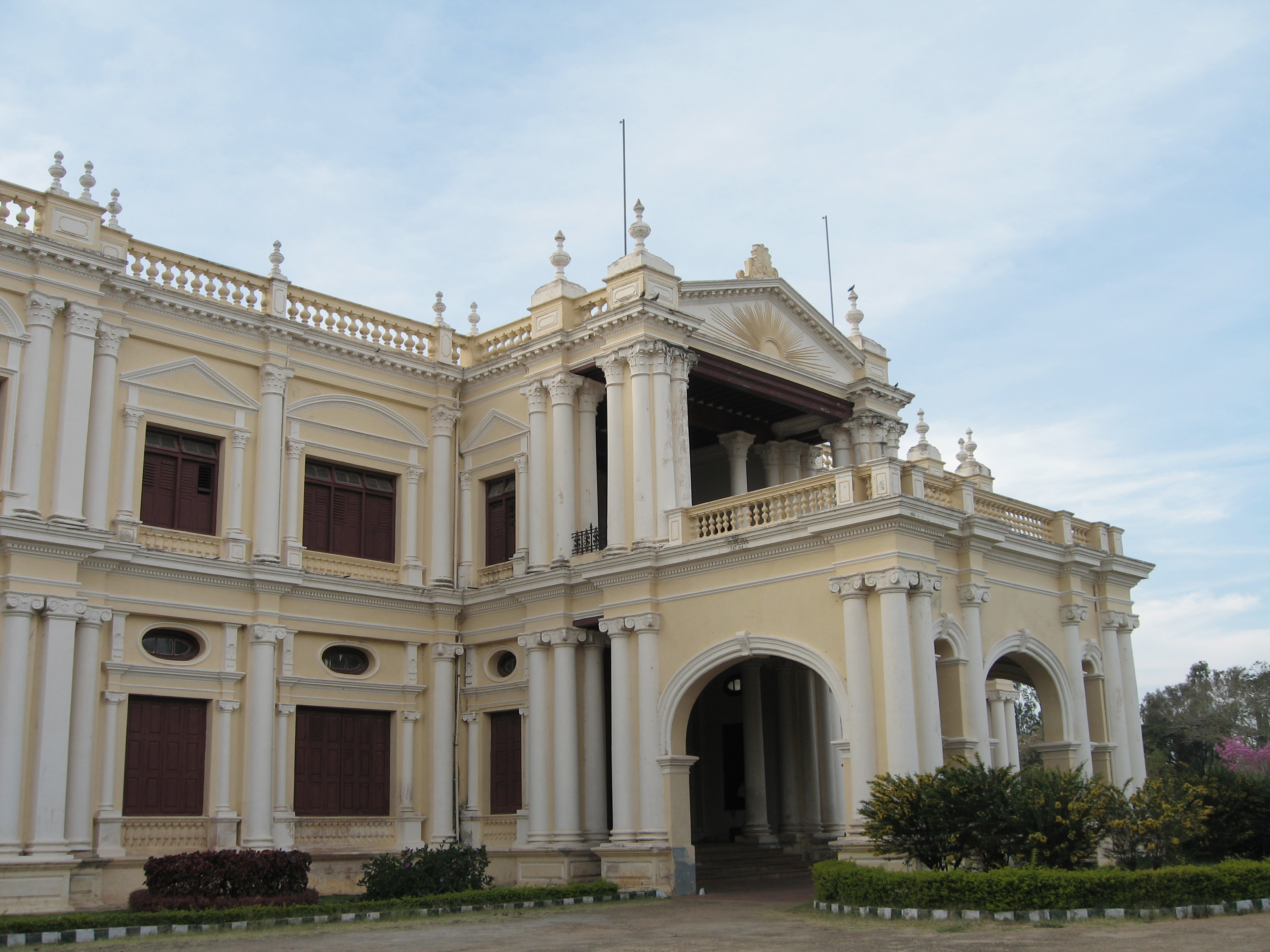
ジャヤラクシュミ・ヴィラス邸

2017年1月15日、プリプロダクションの最終スケジュールが終了したことを受けて撮影が開始された。同月25日からはバーダーミに作られた巨大な撮影セットで、1970-1980年代のコーラーラ金鉱のシーンを撮影し、美術監督のシヴァクマールが撮影セットの製作を手掛けた。また、同時期に撮影された『Maasthi Gudi』の撮影現場で俳優2名が事故死したことを受け、プロデューサーのキラガンドゥールは撮影に参加するスタッフ・キャストの保険加入の手続きを行っている。6月25日時点で全体の50%ほどの撮影が終了しており、残りの部分の撮影は大雨で全壊した撮影セットを修復した後に再開された。
マイソール大学にあるジャヤラクシュミ・ヴィラス邸で撮影が行われたほか、100周年記念時計塔ではヤシュとシュリーニディ・シェッティの共演シーンを含む複数のシーンが撮影された。2018年4月からヤシュの最終スケジュールの撮影が始まり、同年5月には物語の主要シークエンスであるマラヴィカ・アヴィナーシュとアナント・ナーグの共演シーンが撮影された。同月末に撮影を終えたヤシュは吹替作業に移り、この時点で1曲分の撮影を除く主要シークエンスの撮影が終了していた。同年8月にカージャル・アグルワールが歌曲シーンに出演してカンナダ語映画デビューすることが報じられたが、同月9日にタマンナー・バティアがアイテム・ナンバーに起用され、『Jaguar』に続いてカンナダ語映画に出演することになった。同月17日に全ての撮影が終了したことが発表されたが、12月7日から8日にかけてヤシュとモウニー・ロイが共演するヒンディー語版の歌曲シーンの撮影が行われた。

### 音楽
サウンドトラックと映画音楽の作曲はラヴィ・バスルールが手掛けた。また、ヒンディー語版で使用する「Gali Gali」は、タニシュク・バーグチーが『Tridev』の楽曲「Gali Gali Mein Phirta Hai」をリマスターしたものである。ラハリ・ミュージックが3600万ルピーで4言語版（カンナダ語、テルグ語、タミル語、マラヤーラム語）の権利を購入し、南インド映画の楽曲としては記録的な購入額となった。このほか、ヒンディー語版の権利はT-Seriesが購入している。
サウンドトラックの一曲である「Salaam Rocky Bhai」がファーストシングルとして選ばれた。2018年12月7日にカンナダ語版、テルグ語版、タミル語版、マラヤーラム語版がリリースされ、後にサウンドトラック・アルバムがリリースされた。同月9日にヒンディー語版がリリースされ、27日にはカラオケ版がリリースされた。

## 作品のテーマ
プラシャーント・ニールは『K.G.F』のテーマについて、「KGFには強い組織が存在し、欲望と金塊というテーマがあります。KGFは、ある意味でエル・ドラードに似ています。数多の王や軍隊が、手に入れると世界を支配できるという神話上のエル・ドラードを探し求めました。アナント・ナーグも、映画の中でそう語っています」と語っている。また、時代背景が1970年代から1980年代に設定されていることについては、「冷戦時代の1978年。イランとアフガニスタンがアメリカ合衆国とソビエト連邦の対立の影響を受けたことで、金相場は歴史上最高額を記録しました。この記録は、現在にいたるまで破られたことがないほどの高騰でした。金の価値が高くなるほどに人間の欲望も高くなるのです。1978年という時代は、まさに私たちにとって完璧な舞台だったのです」と語っている。このほかに『夕陽のガンマン』『続・夕陽のガンマン』などのアクション映画や西部劇を参考にしたことを明かしている。

## マーケティング
2017年5月3日にファーストルックが公開され、ヤシュの誕生日の2018年1月8日にはアナント・ナーグがナレーションを務めた1分間のティーザーが公開された。また、ヤシュはファンの要望に応える形で、映画の予告編を10月に公開することを発表した。11月にはタラン・アダルシュやファルハーン・アクタルが映画のポスターをSNSでシェアして観賞を呼びかけ、同月9日には予告編が公開された。予告編は公開から1時間で再生回数100万回を達成している。
12月4日にチェンナイ、同月6日にハイデラバードで特別プロモーションが実施された。同月19日にはハイデラバードのJRCコンヴェンション・センターでプレリリース・イベントが開催され、テルグ語版のプロモーション活動をしていたS・S・ラージャマウリが主賓として招待された。また、プロモーションの一環としてMobi2Funが開発したAndroid向けオンラインゲーム『KGF』がGoogle Playでリリースされ、初回リリース時に5000ダウンロードを記録した。

## 公開

### 劇場上映

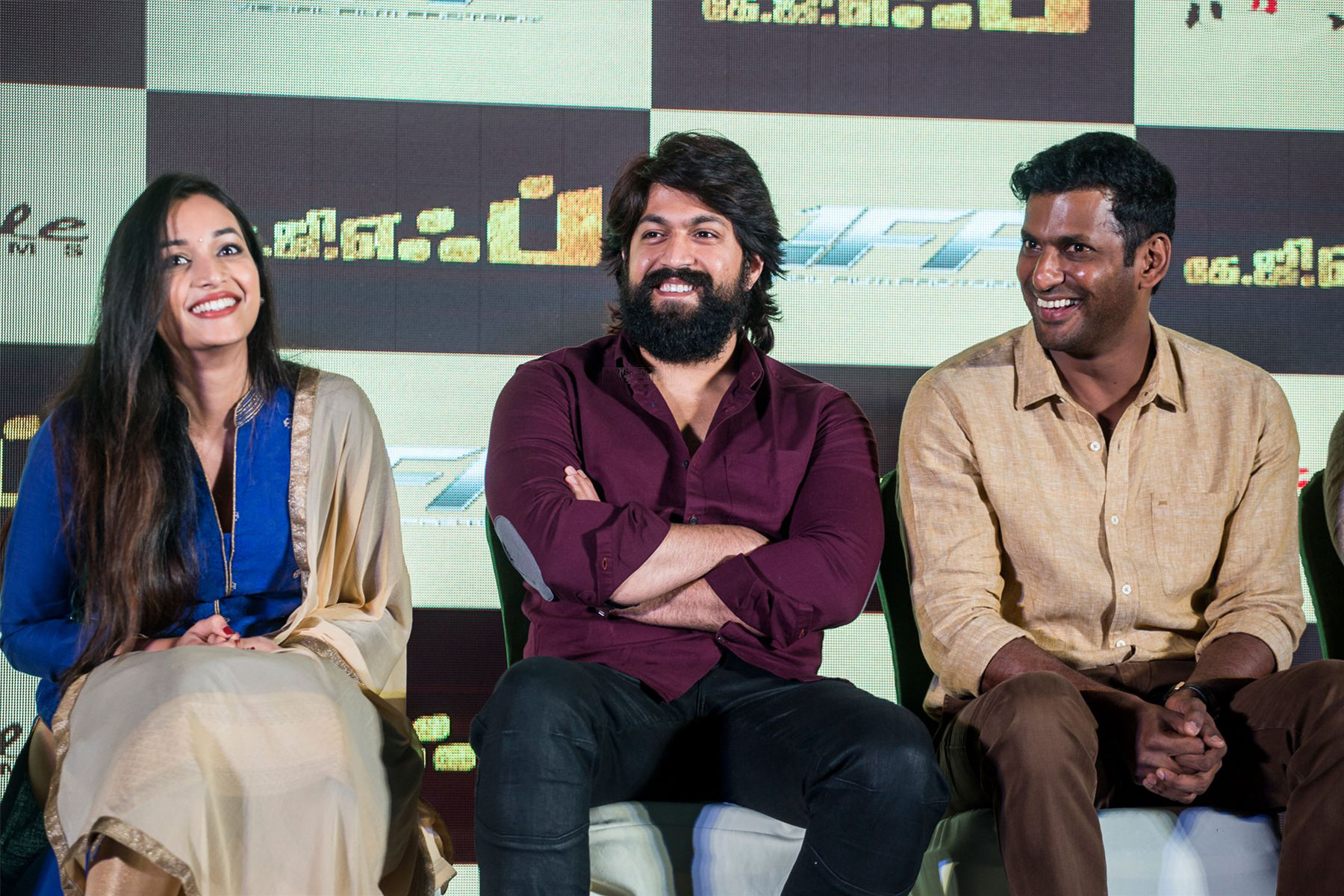
チェンナイで開催された『K.G.F: CHAPTER 1』のイベントに出席するシュリーニディ・シェッティ、ヤシュ、ヴィシャール

2017年8月17日、『K.G.F』が多言語映画としてカンナダ語、マラヤーラム語、タミル語、テルグ語、ヒンディー語で公開されることが発表され、同作はヤシュや製作チームにとって多言語映画産業に進出する初の作品となった。当初は2018年後半の公開を予定しており、11月16日に公開することが9月19日に発表されたが、後に12月21日に公開日が延期された。
2018年12月初頭、『K.G.F: CHAPTER 1』は中央映画認証委員会から「U/A」認証を受けた。映画は海外市場1800-2200スクリーンでの上映が予定されており、カンナダ語映画として史上最大規模の上映数となる。しかし、実際に上映されたのは2460スクリーン（ヒンディー語版1500スクリーン、カンナダ語版400スクリーン、テルグ語版400スクリーン、タミル語版100スクリーン、マラヤーラム語版60スクリーン）だった。
チケットの事前予約は2018年12月16日から始まり、初回予約の時点で応募が殺到したため、製作サイドは午前4時の上映会を用意した。同月20日にアメリカ合衆国・カナダで公開が始まり、翌21日からインドでも上映が開始された。同じ日にはアフリカ・香港・ニュージーランド・東ヨーロッパ（キプロス含む）の一部地域でも上映が始まり、これらの地域でカンナダ語映画が上映されるのは『K.G.F: CHAPTER 1』が初となった。同月28日からマレーシア、2019年1月4日からイギリスで上映が開始された。パキスタンでは2019年1月11日からヒンディー語版の上映が始まり、同国でカンナダ語映画が上映されるのは『K.G.F: CHAPTER 1』が初となった。

### 配給
カンナダ語版の配給権はホンバーレ・フィルムズの姉妹会社であるKRGスタジオが購入し、ヒンディー語版の配給権はリテーシュ・シドワーニー、ファルハーン・アクタル、アニル・タダニが購入し、彼らが所有するエクセル・エンターテインメント、AAフィルムズが配給を手掛ける。タミル語版とテルグ語版はヴィシャール・フィルム・ファクトリーとヴァーラーヒー・チャラナ・チトラームがそれぞれ購入し、マラヤーラム語版はグローバル・ユナイテッド・メディアが購入している。

### トラブル
2018年12月18日、ソーシャルメディア上に『K.G.F: CHAPTER 1』の複数のシーンが流出したことが報じられたが、プロデューサーのカールティク・ガウダは「報道は単なる噂に過ぎない」と映像の流出を否定しつつ、海賊版対策チームを発足したことを明かした。しかし、公開前の時点で海賊版が流通していることが判明している。また、2020年5月にはテルグ語版を無許可で放送したテレビ局に対して訴訟を起こしたことを発表した。
2018年12月20日、ベンガルールの治安判事裁判所は2件の訴えを受けて『K.G.F: CHAPTER 1』の公開延期を命令した。内容はヴェンカテーシュ・Gによる「自身の脚本が『K.G.F: CHAPTER 1』に盗作された」というもの、もう一件は「『K.G.F: CHAPTER 1』が実在するコーラーラ金鉱の歴史を侮辱している」というものだった。これに対し、プロデューサーのキラガンドゥールは「裁判所の命令書が届いていないので、『K.G.F: CHAPTER 1』は予定通りに公開されます。また、命令書が届いた際には法務部門が対処するので、公開に問題は生じません」と声明を発表している。

### ホームメディア
『K.G.F: CHAPTER 1』のデジタル配信権はAmazon Prime Videoが1億8000万ルピーで取得し、2019年2月5日から吹替版と共に配信が開始された。衛星放送権はカラーズ・カンナダが取得し、2019年3月30日にテレビ放送された。また、4月7日にはタミル語版がカラーズ・タミルでテレビ放送されている。このほか、ヒンディー語版の衛星放送権はソニー・ピクチャーズ・ネットワークスが取得した。
テルグ語版は2020年7月5日にスター・マーでテレビ放送された。平均視聴率は11.9%で、視聴者からは劇場公開から18か月以上過ぎてからの放送に「テレビ放送が遅すぎる」という批判の声が挙がった。マラヤーラム語版はアジアネットとカイラリTVが共同で取得し、12月14日にテレビ放送された。

### 再上映
2019年1月31日にアメリカ合衆国の35か所で再上映され、『K.G.F: CHAPTER 1』は同国で再上映された最初のカンナダ語映画となった。また、11月1日にはカルナータカ・ラージョートサヴァに合わせ、カルナータカ州の25-30の地域で1週間限定の再上映が行われ、2020年10月23日から29日にかけてPVRシネマズ、INOXレジャー、シネポリスの劇場でヒンディー語版が再上映された。

## 評価

### 興行収入
公開初日の興行収入は2億5000万ルピーを記録し、カンナダ語映画の歴代興行成績の最高記録を樹立した。また、カルナータカ州の州都ベンガルールだけで公開初日の興行収入は5000万ルピーを記録している。公開3日目の興行収入は5億9610万ルピーを記録し、カンナダ語映画として興行収入5億ルピーの最速達成記録を樹立している。公開第1週には11億3000万ルピーの興行収入を記録し、カンナダ語映画で初めて興行収入が10億ルピーを超えた映画となり、2019年1月9日にはカンナダ語映画として初めて興行収入が20億ルピーを超えたことが発表された。最終興行収入は25億ルピーで、カルナータカ州の複数の地域で100日以上の上映日数を記録した。

#### インド
公開初日の国内興行収入は1億8100万ルピーを記録し、このうちヒンディー語版の興行収入は2000万ルピーを超えている。公開2日目の興行収入は初日を上回る2億5000万ルピーを記録している。公開初週末の興行収入は全言語版を合わせて5億9610万ルピーであり、このうちヒンディー語版の興行収入は9000万ルピー以上だった。公開4日目のヒンディー語版の興行収入は8000万ルピーを記録し、2018年12月25日にはクリスマスの影響もあり、興行収入は8億4000万ルピーを記録している。公開5日目には、累計興行収入が5億ルピーを記録している。公開第1週には累計興行収入が10億5000万ルピーを記録し、公開10日間の各州の累計興行収入はカルナータカ州が8億7000万ルピー、ケーララ州が1600万ルピー、タミル・ナードゥ州が6100万ルピー、テルグ語圏が1億4500万ルピーとなっている。公開15日目にはカルナータカ州の累計興行収入が10億ルピーを超えた。
カルナータカ州の最終興行収入は13億4000万ルピーを記録し、『バーフバリ 王の凱旋』を抜いて同州の歴代興行成績の最高記録を樹立した。このほか、アーンドラ・プラデーシュ州とテランガーナ州の合計興行収入が2億4390万ルピー、ケーララ州が3180万ルピー、タミル・ナードゥ州が8820万ルピーとなっており、南インド全域で17億2000万ルピーの興行収入を記録している。また、ヒンディー語版の最終興行収入は4億390万ルピーを記録し、ヒンディー語吹替版の歴代興行成績で『バーフバリシリーズ』と『ロボット2.0』に続く第4位にランクインした。これにより、最終的な国内興行収入は20億4000万ルピーとなっている。

#### 海外
アメリカ合衆国では50地域100以上の劇場でプレミア上映され、カンナダ語映画として初めて興行収入30万ドルを記録した。2018年12月25日の興行収入は41万3214ドルを記録し、カンナダ語映画として初めて興行収入が40万ドルを越えた。公開初週末の興行収入は52万4228ドルで、カンナダ語映画として初めて興行収入が50万ドルを越えた。公開第2週末の興行収入は14万6207ドルで、累計興行収入は66万9055ドルとなった。アメリカでの最終興行収入は80万5637ドルで、このほかにイギリスが2万2656ポンド、ニュージーランドが9535ドル、マレーシアが1万1406リンギットを記録しており、最終的な海外興行収入は150万ドルだった。

### 批評
『K.G.F: CHAPTER 1』は批評家からは好意的な評価を得ている。ストーリー、映像、アクションシーン、音楽、演出、アンサンブル・キャストの演技が高く評価された一方、脚本や編集については評価が分かれた。また、映画の台詞は世界的に有名になり、特にヤシュとアナント・ナーグの台詞が人気を集めた。
デカン・ヘラルドのヴィヴェーク・M・Vは「この映画の素晴らしさは、幻想的で手に汗握るストーリーの中に詰まっている」と批評し、物語や「素晴らしい編集」、「魅力的なシーン」を絶賛した。ザ・タイムズ・オブ・インディアのスナヤーナ・スレーシュは3.5/5の星を与え、「前半は物語のテンポが速く感じる……しかし、後半とクライマックスは、第二部に向けた下地を適切に作り上げている」と批評し、脚本の非線形の語り口な手法について「映画の中で最も興味深い部分」と評価している。News18のトロイ・リベイロは「絶え間ないクローズアップとミッドショットによって、映画は私たちがキャラクターたちに感情移入することを阻んでしまう。これではヤシュが見せる忍耐力や闘争心、誠実さ……それらが全て上辺だけのものに映ってしまう。しかし、強烈な雰囲気のある照明を使うことで、映画の全てのフレームが美的で自然なものに仕上がっている。見事な撮影と同じく挑戦的なアクションシーンが、まるでカミソリのような鋭い編集でまとめられている。これが映画にスピード感のあるテンポを与えている」と批評している。ヒンドゥスタン・タイムズのプリヤンカー・スンダルは映画を「貪欲と救済の物語」と評し、音楽や編集、映像を称賛する一方、脚本については「もう少しタイトにまとめることができたのではないか」と指摘している。
インディア・トゥデイのジャーナニ・Kは3/5の星を与え、ヤシュの演技やスタントアクションを絶賛する一方、「普遍的なテーマがあるにもかかわらず、低質な編集と非人道的な台詞のせいで、訳が分からない状態になってしまっている」と批評した。ファーストポストのシューバ・J・ラーオは美術について「金鉱の汚れ具合と熱気を活き活きと表現している」と絶賛する一方、「編集がもっと上手くできていれば、映画の捻じれはもっと滑らかなものになっていただろう」と指摘している。デカン・クロニクルのシャシプラサード・S・Mは2.5/5の星を与え、「映像的なスペクタクルだが、それ以外の部分では、映画に生命を吹き込むには不十分だった」と指摘している。フィルム・コンパニオンのカールティク・ケーラマルは「大傑作になるには程遠い映画」と評した。また、「ヤシュの台詞は、自分の武勇を語るだけの長い説教に過ぎなかった」と指摘し、さらに編集についても批判している。
ザ・ヒンドゥーのムラリダーラ・ハージャンは「クライマックスシーンは豪華キャストのサポートによるスペクタクルだった。しかし、正確なセットとロケーションを除けば、これまでの映画で見たことがないものは何もなかった。エッジの効いたムーディーな撮影にはある種の技巧があるが、この映画には魂、説得力のあるストーリー、バランスの取れた主人公が欠けている」と指摘している。インディアン・エクスプレスのマノージュ・クマール・Rは2.5/5の星を与え、「行き過ぎた英雄崇拝が目立つ作品。『バーフバリシリーズ』と比べて薄っぺらいストーリーだが、バックグラウンド・オーケストラはそれを補って余りある素晴らしさだった」と批評した。同紙に寄稿したシューブラ・グプタは『ナヤカン/顔役』『Deewaar』『Parinda』と比較して「印象的な撮影技法と、スクリーンに充満する茶色とセピアの色彩以外は何もない映画だった」と批評している。
主人公ロッキーは批評家から好評を得ている。インディア・トゥデイのジャーナキ・Kは「ロッキーを一目見れば、この男は不可能を可能にし、人々を不幸から救い出してくれることを理解するだろう」、ザ・タイムズ・オブ・インディアのスナイナ・スレーシュは「ロッキーの成長がハッキリと描かれており、映画製作者たちは物語とペースを合わせた巧みなストーリー展開を維持していた。第一部ではロッキーが目的のためには手段を択ばない異端の黒幕であることが描写されている」、News18のトロイ・リベイロは「ロッキーは町の新しいヒーローとして登場した」とそれぞれ批評している。

### カンナダ語映画界の反応
『K.G.F』の成功はカンナダ語映画界にとって、特に正当な評価を受ける機会がなかった技術者たちにとって大きな意味を持ちます。才能ある多くの技術者たちはプラットフォームを求めており、『K.G.F』がそれを提供したのです。この成功はカンナダ語映画界の士気を大いに高めました。プラシャーント・ニールの才能が証明されたのです。—『K.G.F』の成功後、IANSの取材に応じるヤシュ

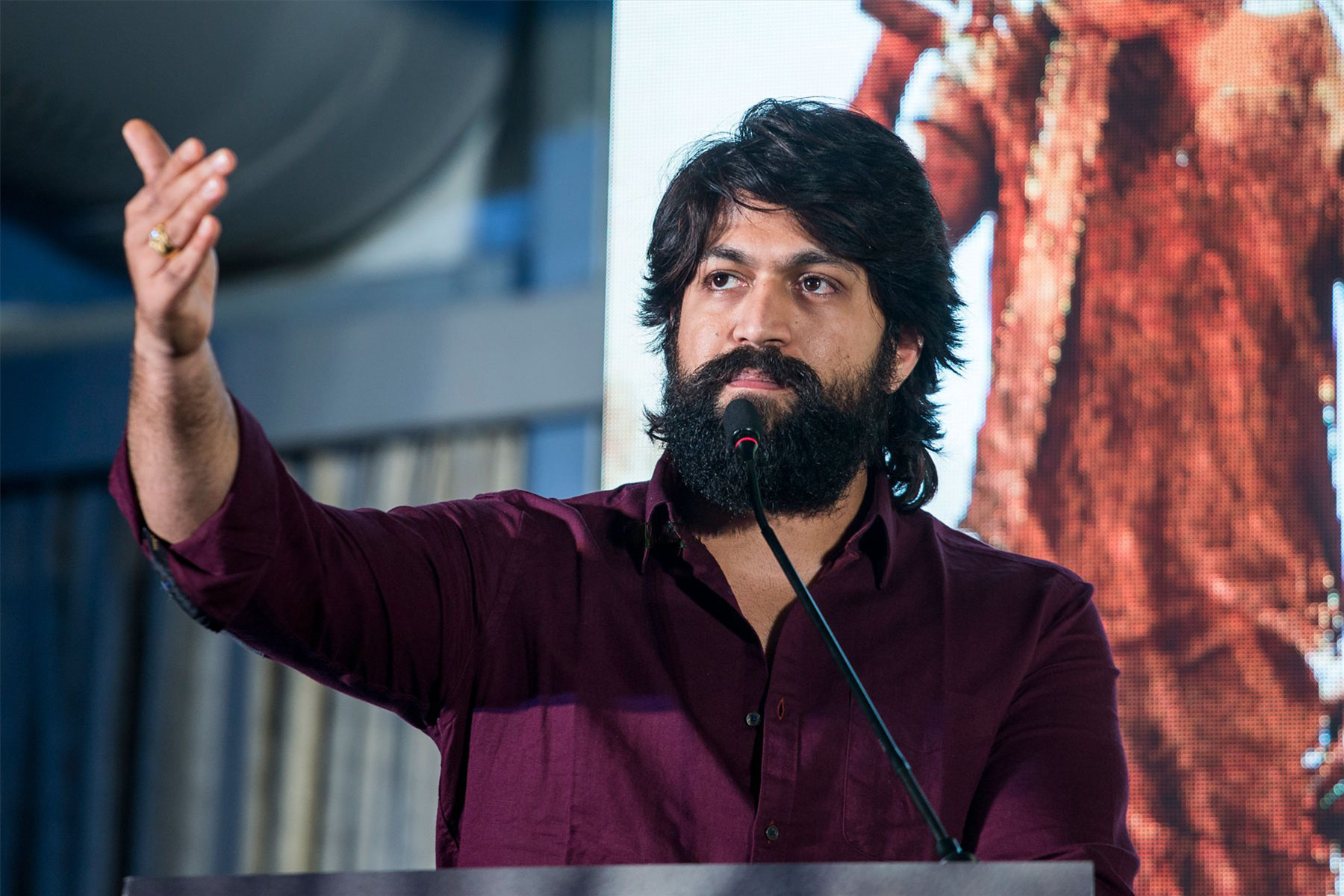
チェンナイで開催された『K.G.F: CHAPTER 1』のイベントに出席するヤシュ

『K.G.F: CHAPTER 1』は南インド映画界の多くの著名人から絶賛された。予告編を視聴したパ・ランジットは製作チームを称賛するコメントを出しており、プニート・ラージクマールとシャー・ルク・カーンも製作チームとヤシュの演技を絶賛している 。また、ラヴィーナー・タンダン、ラシュミカー・マンダンナ、ラーム・ゴーパール・ヴァルマ、スマラタもヤシュの演技を絶賛している。2019年1月20日にチェンナイで開催された特別上映会に出席したヴィジャイも製作チームとヤシュを称賛するコメントを出している。
『K.G.F: CHAPTER 1』は他言語映画市場におけるカンナダ語映画の地位を確立し、『Pailwaan』『Kurukshetra』『Avane Srimannarayana』などの作品を市場に送り出した。シュジルパー・セバスチャンは「2019: The Year when Kannada Cinema Went National」と題した特集記事をザ・ヒンドゥーに掲載し、『K.G.F: CHAPTER 1』を「カンナダ語映画界のゲームプランを変えた作品」と紹介している。また、Amazon Prime Videoで2019年に最も視聴された作品となり、カルナータカ映画アカデミー会長のナーガティハリ・チャンドラシェーカルは「今後も『K.G.F』には期待したい。誰もが『K.G.F』を作り出せるわけではないが、その成功は国内外の技術者を活用した質の高い映画製作を後押しするだろう」と称賛した。

### 受賞・ノミネート
| 映画賞                                         | 授賞式           | 部門                                         | 対象                            | 結果       | 出典            |
| ---------------------------------------------- | ---------------- | -------------------------------------------- | ------------------------------- | ---------- | --------------- |
| ベンガルール国際映画祭                         | 2019年2月28日    | エンターテインメント部門作品賞               | 『K.G.F: CHAPTER 1』            | 受賞       | [ 172 ] [ 173 ] |
| ジー・カンナダ・ヘメヤ・カンナダティ・アワード | 2019年3月31日    | 作品賞                                       | 『K.G.F: CHAPTER 1』            | 受賞       | [ 174 ]         |
| ジー・カンナダ・ヘメヤ・カンナダティ・アワード | 2019年3月31日    | 監督賞                                       | プラシャーント・ニール          | 受賞       | [ 174 ]         |
| ジー・カンナダ・ヘメヤ・カンナダティ・アワード | 2019年3月31日    | 主演男優賞                                   | ヤシュ                          | 受賞       | [ 174 ]         |
| ジー・カンナダ・ヘメヤ・カンナダティ・アワード | 2019年3月31日    | 撮影賞                                       | ブヴァン・ガウダ                | 受賞       | [ 174 ]         |
| ジー・カンナダ・ヘメヤ・カンナダティ・アワード | 2019年3月31日    | 音楽監督賞                                   | ラヴィ・バスルール              | 受賞       | [ 174 ]         |
| ジー・カンナダ・ヘメヤ・カンナダティ・アワード | 2019年3月31日    | 悪役賞                                       | ラーマチャンドラ・ラージュ      | 受賞       | [ 174 ]         |
| ジー・カンナダ・ヘメヤ・カンナダティ・アワード | 2019年3月31日    | 作詞家賞                                     | V・ナゲンドラ・プラサード       | 受賞       | [ 174 ]         |
| ジー・カンナダ・ヘメヤ・カンナダティ・アワード | 2019年3月31日    | 声優賞                                       | ヴィジャイ・プラカーシュ        | 受賞       | [ 174 ]         |
| 第66回国家映画賞                               | 2019年8月9日     | 特殊効果賞                                   | ユニフィ・メディア              | 受賞       | [ 175 ]         |
| 第66回国家映画賞                               | 2019年8月9日     | アクション監督賞                             | - ヴィクラム・モア - アンバリヴ | 受賞       | [ 175 ]         |
| 第8回南インド国際映画賞                        | 2019年8月15-16日 | カンナダ語映画部門作品賞                     | 『K.G.F: CHAPTER 1』            | 受賞       | [ 176 ] [ 177 ] |
| 第8回南インド国際映画賞                        | 2019年8月15-16日 | カンナダ語映画部門主演男優賞                 | ヤシュ                          | 受賞       | [ 176 ] [ 177 ] |
| 第8回南インド国際映画賞                        | 2019年8月15-16日 | カンナダ語映画部門審査員選出男優賞           | ヤシュ                          | 受賞       | [ 176 ] [ 177 ] |
| 第8回南インド国際映画賞                        | 2019年8月15-16日 | カンナダ語映画部門監督賞                     | プラシャーント・ニール          | 受賞       | [ 176 ] [ 177 ] |
| 第8回南インド国際映画賞                        | 2019年8月15-16日 | カンナダ語映画部門悪役賞                     | ラーマチャンドラ・ラージュ      | ノミネート | [ 176 ] [ 177 ] |
| 第8回南インド国際映画賞                        | 2019年8月15-16日 | カンナダ語映画部門新人女優賞                 | シュリーニディ・シェッティ      | ノミネート | [ 176 ] [ 177 ] |
| 第8回南インド国際映画賞                        | 2019年8月15-16日 | カンナダ語映画部門助演女優賞                 | アルチャナ・ジョーイス          | 受賞       | [ 176 ] [ 177 ] |
| 第8回南インド国際映画賞                        | 2019年8月15-16日 | カンナダ語映画部門撮影賞                     | ブヴァン・ガウダ                | 受賞       | [ 176 ] [ 177 ] |
| 第8回南インド国際映画賞                        | 2019年8月15-16日 | カンナダ語映画部門音楽監督賞                 | ラヴィ・バスルール              | 受賞       | [ 176 ] [ 177 ] |
| 第8回南インド国際映画賞                        | 2019年8月15-16日 | カンナダ語映画部門助演男優賞                 | アチユト・クマール              | 受賞       | [ 176 ] [ 177 ] |
| 第8回南インド国際映画賞                        | 2019年8月15-16日 | カンナダ語映画部門男性プレイバックシンガー賞 | ヴィジャイ・プラカーシュ        | 受賞       | [ 176 ] [ 177 ] |
| 第66回フィルムフェア賞 南インド映画部門        | 2019年12月21日   | カンナダ語映画部門作品賞                     | 『K.G.F: CHAPTER 1』            | 受賞       | [ 178 ]         |
| 第66回フィルムフェア賞 南インド映画部門        | 2019年12月21日   | カンナダ語映画部門監督賞                     | プラシャーント・ニール          | ノミネート | [ 178 ]         |
| 第66回フィルムフェア賞 南インド映画部門        | 2019年12月21日   | カンナダ語映画部門主演男優賞                 | ヤシュ                          | 受賞       | [ 178 ]         |
| 第66回フィルムフェア賞 南インド映画部門        | 2019年12月21日   | カンナダ語映画部門音楽アルバム賞             | ラヴィ・バスルール              | ノミネート | [ 178 ]         |
| 第66回フィルムフェア賞 南インド映画部門        | 2019年12月21日   | カンナダ語映画部門新人女優賞                 | シュリーニディ・シェッティ      | ノミネート | [ 178 ]         |
| カルナータカ州映画賞                           | 2020年1月10日    | 音楽監督賞                                   | ラヴィ・バスルール              | 受賞       | [ 179 ]         |
| カルナータカ州映画賞                           | 2020年1月10日    | 美術監督賞                                   | シヴァ・クマール・K             | 受賞       | [ 179 ]         |

## 続編
2018年12月、製作チームは『K.G.F: CHAPTER 1』公開前の時点で第二部の撮影が20%程度進んでいること、2019年1月から撮影が本格化することを明かした。第二部ではヤシュとシュリーニディ・シェッティが引き続き出演し、新たにサンジャイ・ダットとラヴィーナー・タンダンが重要なキャラクターとして出演することが発表された。撮影は2019年3月13日から開始された。
『K.G.F: CHAPTER 2』の公開は2020年10月23日を予定していたが、COVID-19パンデミックの影響を受けて延期された。2021年1月に新たな公開日が2021年7月16日に決定したことが発表されたが、COVID-19パンデミックを理由に再延期された。8月22日、新たな公開日が2022年4月14日に決定したことが発表され、カンナダ語・ヒンディー語・テルグ語・タミル語・マラヤーラム語で劇場上映された。